# Affaire Robert Greiner
 (octobre 2019).
Pour les articles homonymes, voir Greiner.
L'affaire Robert Greiner, qui était appelée affaire Évelyne Boucher avant que l'auteur de ce crime ne soit condamné, est une affaire criminelle française dans laquelle Évelyne Boucher, une jeune fille de seize ans, a été violée et tuée par Robert Greiner, pompier, le 8 décembre 1987 aux Angles, dans le département du Gard.

## Biographies

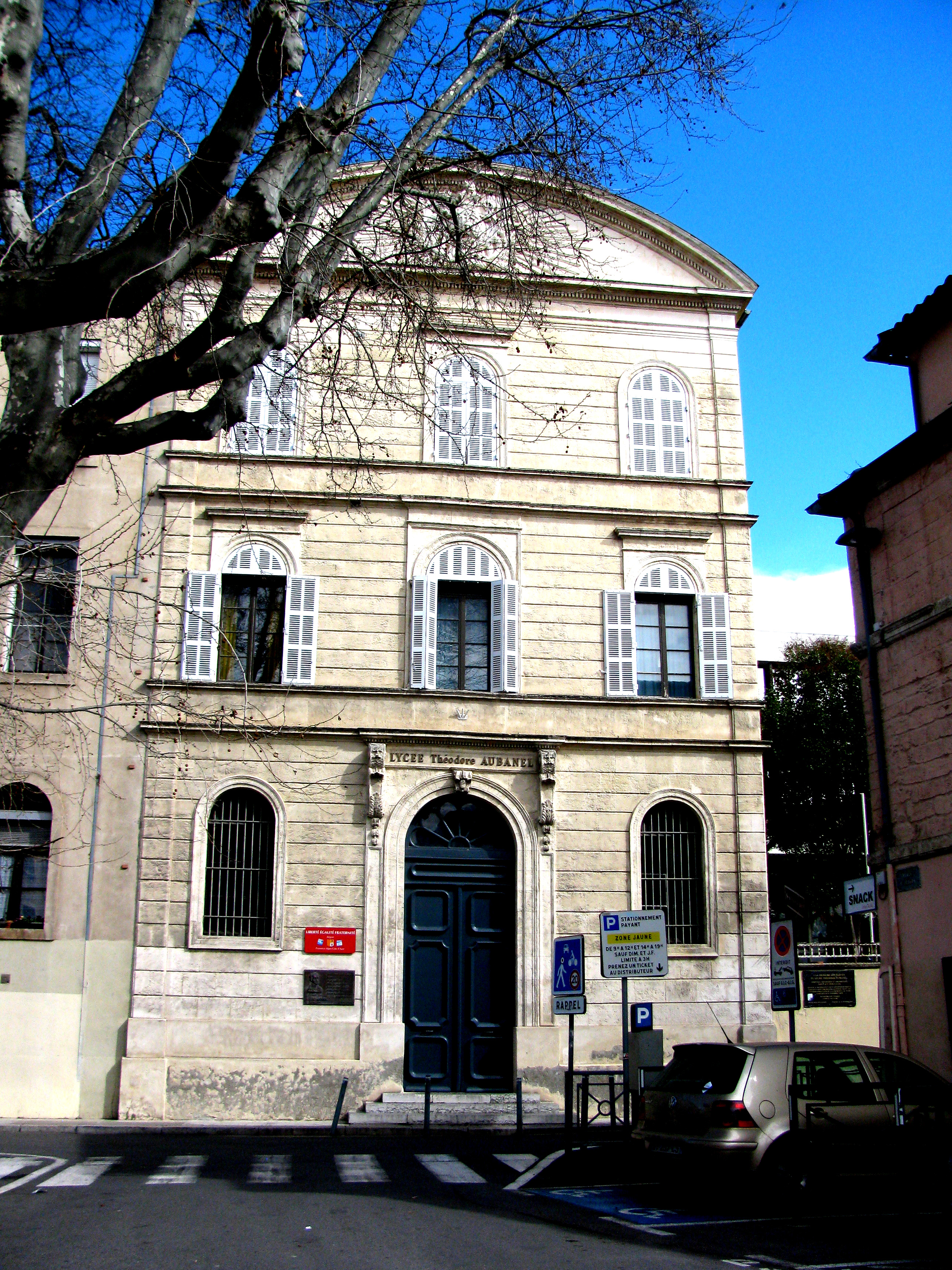
Le lycée Théodore-Aubanel à Avignon où Évelyne Boucher est inscrite.

La mère d'Évelyne s'appelle Gisèle Cronier et son beau-père Jean-Pierre Azan. La famille habite une maison dans un lotissement de l'impasse des pinsons à Villeneuve-lès-Avignon. Évelyne est née le 11 avril 1971. Elle est brune. Elle a une sœur Catherine qui a deux ans de plus qu'elle. Elle fait de la gymnastique depuis qu'elle a six ans et a concouru aux championnats de France scolaires en 1985. Le mardi soir, elle donne des cours de gymnastique bénévolement au collège du Mourion à Villeneuve-lès-Avignon, où elle a été scolarisée. Elle étudie au lycée Théodore-Aubanel à Avignon. Elle est jugée gaie, studieuse, charmante, communicative et souriante. Avec ses copines, elle fréquente le bar « Le Carnot » au 51, rue Carnot. Elle a un amoureux : Salvador. Elle est également amoureuse de Donado serveur au Carnot, plus âgé qu'elle.
Robert Greiner est né le 16 septembre 1952 à Folschviller en Moselle. Son père est mineur de fond. Il a trois frères. Il est le second dans la fratrie. Il quitte sa scolarité sans diplôme, suit une formation de menuisier, devient mineur en Allemagne, puis effectue son service militaire. Pendant une permission, il rencontre sa future épouse, originaire du Sud. Ils partent vivre ensemble à Villeneuve-lès-Avignon et ont un fils. Greiner est embauché comme menuisier et devient pompier volontaire à la caserne de Villeneuve-lès-Avignon. En 1981, Greiner devient pompier professionnel à Avignon. Ses collègues ont une bonne opinion de lui. En 1982, à la piscine, il rencontre une lycéenne de 16 ans, scolarisée au lycée Théodore Aubanel, le même lycée qu'Évelyne Boucher. Ils entament une relation et se mettent en ménage quand elle devient majeure. Greiner divorce avec sa première femme, et se remarie. En 1989, ils ont un fils. Greiner est jugé volage, voulant séduire, très soucieux de son apparence, porté sur le sexe, abusant de l'alcool, dominateur, agressif et violent quand il est ivre, surtout si on lui résiste. Il part en retraite avec le grade de sergent-chef. Il va ensuite habiter à Sorgues.

### Les faits et l'enquête
Le 7 décembre 1987, Évelyne Boucher ne va pas en cours et passe toute la journée au Carnot. Dans le milieu de l'après-midi, elle accompagne Donado qui se rend en ville et elle lui déclare sa flamme. Ils vont dans un bar et il repousse poliment ses avances, car il juge qu'il est trop âgé pour elle. Elle accepte son choix.
En fin d'après-midi, Évelyne sort de chez Salvador et prend le bus pour rentrer chez elle. Elle descend du bus à 18 h 32, il fait nuit. Elle marche en direction de sa maison en compagnie de sa voisine et amie Christelle. À un carrefour distant d'environ 300 m de chez Évelyne, Christelle bifurque en direction de sa maison. Géraldine Martinasso, voisine et camarade de classe d'Évelyne regardant par sa fenêtre, voit Évelyne continuer seule en direction de sa maison. Quelques minutes plus tard, Géraldine Martinasso voit Évelyne repasser au carrefour, marchant dans le sens inverse. Quelques minutes plus tard, Géraldine Martinasso voit Évelyne assise à l'arrière d'une petite voiture de type R5, de couleur claire. Évelyne a les deux coudes sur le dossier avant. Elle est seule avec le conducteur : européen, plutôt musclé, les cheveux coiffés vers l'arrière assez courts.
Le 8 décembre 1987, à environ 7 h 45, dans un bois aux Angles, au lieu-dit du « plan de la dame », dans une clairière servant de décharge, deux chasseurs découvrent le corps d'Évelyne Boucher, à quelques kilomètres de chez elle. Elle est couchée sur le ventre, vêtue uniquement de sa jupe et ses chaussures. Les vêtements d'Évelyne, dont certains sont tachés de sang, sont sur son cartable à côté d'elle. Un de ses gants en laine est manquant et elle n'a plus sa boucle d'oreille gauche. Elle a été frappée, étranglée, violée et abattue à bout portant d'une balle de carabine .22 Long Rifle dans la nuque, au dessus de l'oreille droite. Du sperme est trouvé sur son corps et dans son vagin. Les médecins légistes ayant autopsié le corps d'Évelyne concluent qu'elle est morte entre 19 h et 22 h. Un voisin retrouve la boucle d'oreille d'Évelyne dans le bas-côté de la rue. Des amis d'Évelyne déclarent qu'elle leur avait dit qu'elle se sentait suivie ces derniers temps.
De l'ADN est extrait du sperme prélevé sur le corps d'Évelyne Boucher et analysé en 1992 et en 1998. Ces analyses permettent d'établir un profil génétique complet du meurtrier. En mai 2002, celui-ci est enregistré dans le FNAEG. L'ADN de près d'une centaine d'hommes ayant pu être en contact avec Évelyne est prélevé et analysé.
Les enquêteurs soupçonnent Roberto Succo, Michel Fourniret, Luc Tangorre et Émile Louis. Ils vont même jusqu'à demander aux autorités italiennes l'exhumation du corps de Succo pour comparer son profil ADN avec celui isolé par les experts français, mais les résultats se révéleront négatifs.
Pendant des années, Gisèle Cronier multiplie les demandes d'actes de procédures pour retarder le délai de prescription du crime. Elle mène sa propre enquête, placarde des affiches partout et essaie de retrouver tous les amis de sa fille et tous les témoins potentiels, sans grand résultat cependant. Elle va jusqu'à participer à l'émission Témoin numéro 1 pour lancer un appel à témoin 6 ans après les faits.
Le 16 mai 2003, Greiner et son frère avec leurs familles et leurs voitures respectives, veulent quitter le parking du pont du Gard. Greiner ne retrouve pas son ticket de parking. Son frère a le sien. Pour pouvoir sortir du parking il faut que la barrière soit ouverte et pour l'ouvrir, il faut introduire un ticket dans la caisse automatique. Greiner veut expliquer sa situation à un gardien du parking, mais les gardiens sont introuvables. Greiner et son frère décident donc que  Robert va suivre la voiture de son frère et qu'il passera avant que la barrière ne se referme. Les vigiles interviennent à ce moment-là. Le ton monte très vite et l'altercation dégénère en bagarre entre les deux groupes : Greiner, son frère et son neveu contre les vigiles. Greiner est arrêté. Il est inconnu des services de police. Il est condamné par le tribunal correctionnel pour violences volontaires à trois mois de prison avec sursis et à une amende. Comme le prévoit la loi pour la sécurité intérieure, le parquet de Nîmes demande à prélever l'ADN de Greiner, pour l'ajouter au FNAEG. Greiner refuse de se soumettre au prélèvement. En 2005, après de multiples relances, Greiner finit par accepter le prélèvement. Son ADN est enregistré dans le FNAEG. Fin juin 2005, la comparaison automatique signale la correspondance à plus de 99,9 % de l'ADN de Greiner avec l'ADN prélevé sur le corps d'Évelyne.
Les enquêteurs établissent qu'à l'époque des faits, Greiner travaillait dans la caserne au 116 rue Carreterie, à proximité du lycée où était scolarisée Évelyne Boucher. Un des voisins d'Évelyne est pompier, un des meilleurs amis de Greiner et le témoin de son mariage. Greiner pourrait avoir repéré Évelyne pendant qu'il était venu chez ce voisin. Les enquêteurs présentent à Géraldine Martinasso une photo de Greiner datant de 1987, mélangée avec des photos d'hommes lui ressemblant. Géraldine Martinasso désigne la photo de Greiner comme celle ressemblant le plus à l'homme qu'elle a vu de sa fenêtre, conduisant la petite voiture avec Évelyne Boucher assise sur le siège arrière.
Le 19 juin 2006, Greiner est arrêté devant chez lui, il n'oppose aucune résistance. La perquisition de son logement ne donne aucun résultat. Les enquêteurs l'emmènent au SDIS colonel-Michel-Yorillo, nouvelle caserne de pompiers d'Avignon. Greiner ironise en exhibant les menottes qu'il a aux poignets et en souriant. La perquisition de son casier ne donne aucun résultat. En garde à vue, Greiner réfute les accusations portées contre lui, déclare qu'il n'a jamais entendu parler du meurtre d'Évelyne Boucher. Curieusement, il connaît plutôt bien d'autres affaires criminelles ayant eu lieu dans les environs. Il ne connaît donc pas Évelyne, il n'a jamais eu de relations sexuelles avec elle et il n'est jamais allé au Carnot. Il n'a jamais possédé d'arme à feu. Il affirme qu'il est impossible que son ADN ait pu être retrouvé sur le corps d'Évelyne et qu'il y a eu une erreur dans les analyses. Il affirme que le 8 décembre 1987, il était en service à la caserne. Pourtant son nom n'apparait nulle part sur le registre. Greiner et ses avocats répondent que c'est tout à fait plausible, s'il a tenu le standard téléphonique et n'a fait partie d'aucune sortie pour intervention (ce qui n'est plus vérifiable aujourd'hui). 
Il est établi par contre que ce n'est qu'à partir de 1988 que Greiner possédait une R5, donc après les faits.
Greiner est mis en examen et écroué. La juge d'instruction est Élisabeth Fabry. Il sympathise avec un enquêteur qui l'escorte et lui dit qu'il a rencontré Évelyne Boucher en septembre 1987, devant la caserne rue Carreterie. Il lui a donné rendez-vous à Villeneuve-lès-Avignon, l'a emmenée dans sa voiture à un parking isolé. Ils ont eu des relations sexuelles et il l'a ramenée chez elle. Quand il a appris qu'elle avait été tuée, il a eu peur d'être accusé et il n'a pas déclaré ces faits. Mais dans le bureau de la juge d'instruction il déclare la même chose qu'aux enquêteurs lors de sa garde à vue. Le 19 juin 2006, au quartier arrivant de la prison du Pontet, Greiner sympathise avec un gardien et lui dit qu'il a eu un rapport sexuel consenti avec Évelyne. La juge d'instruction étant informée de cette déclaration, convoque Greiner pour qu'il confirme. Mais dans le bureau de la juge d'instruction Greiner déclare à nouveau qu'il n'a jamais eu de relations sexuelles avec Évelyne et qu'il ne l'a jamais rencontrée. Quelques jours plus tard, Greiner sympathise avec un autre gardien de prison et lui dit qu'il a eu un rapport sexuel consenti avec Évelyne et qu'il est innocent. Il est a nouveau convoqué dans le bureau de la juge d'instruction, où à nouveau, il déclare que le gardien a mal compris ce qu'il lui a dit et qu'il n'a ni tué, ni violé, ni eu de relation sexuelle avec Évelyne.
Un ancien collègue de Greiner déclare qu'une nuit alors qu'il était à la caserne, Greiner après avoir bu plus que d'habitude, s'est introduit dans la chambre d'un collègue et ami, alors que celui-ci n'y était pas et a saccagé tout le mobilier qui s'y trouvait. Cet incident n'a pas donné de suite car Greiner, étant menuisier, a réparé le mobilier qu'il avait cassé, après en avoir reçu l'ordre. Les enquêteurs établissent que Greiner et un petit cercle d'amis pompiers dans la caserne rue Carreterie, consommaient de l'alcool toute la journée pendant le service. Une amie d'Évelyne reconnaît Greiner et déclare qu'il était bien un client du Carnot.
Le 6 juillet 2006, les enquêteurs reçoivent une lettre anonyme manuscrite. Le rédacteur décrit des sévices que Greiner et son petit cercle d'amis collègues auraient fait subir à Christiane, surnommée « Cricri » handicapée mentale, dans la caserne rue Carreterie. Les enquêteurs identifient Christiane et recueillent son témoignage. Elle déclare qu'elle rejoignait Greiner à la caserne pour avoir des rapports sexuels avec lui, pendant lesquels il était très brutal. Certaines fois, il la prêtait à ses amis collègues et Greiner regardait les ébats. Un soir, Greiner et son petit groupe d'amis collègues, ont emmené Christiane nue dans le gymnase de la caserne et à tour de rôle, lui ont donné des claques sur les fesses jusqu'à ce que ses fesses soient totalement rouges. Une nuit d'été, Greiner a obligé Christiane à sortir par la fenêtre. Elle s'était retrouvée totalement nue, coincée sur la terrasse, les jambes saignantes. Un pompier lui est venu en aide en la faisant rentrer par une autre fenêtre et lui a prêté des vêtements. Les enquêteurs comprennent que Greiner utilisait Christiane comme un jouet sexuel et qu'elle n'avait pas conscience qu'elle se faisait violer. Les pompiers concernés reconnaissent les faits. Greiner et ses amis collègues ne peuvent être poursuivis pour ces faits, car ces évènements ont eu lieu il y a trop longtemps et sont judiciairement prescrits.
Les experts psychiatres n'attribuent à Greiner aucun trouble particulier et le décrivent comme intelligent, narcissique, égocentrique, psychorigide et immature.
Le 20 mars 2007, une reconstitution des faits est organisée. Robert Greiner refuse de participer à cette reconstitution. Il reste assis dans le véhicule et déclare qu'il n'est jamais venu à cet endroit.

### Procès et condamnation
Le 7 avril 2008, le procès de Robert Greiner débute à la cour d'assises du Gard à Nîmes. La défense de Greiner est assurée par Patrick Gontard et Lina Mourad. Patricia Lafarie est l'avocate générale. Franck Gardien et Lionel Fouquet sont les avocats de Gisèle Cronier.
L'expert en analyse ADN démontre qu'il est impossible que l'ADN trouvé sur le corps de Évelyne soit celui de quelqu'un d'autre. Greiner finit par admettre qu'il a eu un rapport sexuel consenti avec Évelyne mais qu'il ne se souvenait plus d'elle, compte-tenu de ses nombreuses relations extraconjugales.
Le 10 avril 2008, Greiner est condamné à la réclusion criminelle à perpétuité. Il fait appel de cette décision.
Le 28 septembre 2009, le procès en appel de Robert Greiner débute à la cour d'assises d'appel du Rhône à Lyon. Le 2 octobre 2009, Greiner est à nouveau condamné à la réclusion criminelle à perpétuité. Il se pourvoit en cassation. En juin 2010 la Cour de cassation rejette son pourvoi. Le 25 mars 2021, une requête en révision de l'arrêt de la cour d'assises est rejetée.
Robert Greiner meurt en prison le 9 janvier 2023, à l'âge de 70 ans, des suites de  problèmes respiratoires.

## Articles de presse
- « Confondu par son ADN 19 ans après un meurtre » Article publié le 21 juin 2006 dans Le Figaro.
- « Dix-huit ans après le meurtre, le pompier confondu par son ADN » Article de Frédérique Fanchette publié le 24 juin 2006 dans Libération.
- « Confondu par son ADN, le pompier nie avoir tué Évelyne » Article publié le 8 juillet 2006 dans Le Parisien.
- « 8 décembre 1987 : le pompier démasqué » Article de Gilbert Charles publié le 5 juillet 2007 dans L'Express.
- « Il y a 20 ans, Évelyne Boucher, 16 ans, était tuée » Article publié le 7 décembre 2007 dans La Provence.
- « Confondu par son ADN, l'accusé nie et demande l'acquittement » Article de Gwenaëlle Moulins publié le 7 avril 2008 dans La Croix.
- « Nîmes. Ouverture du procès d'un ex-pompier accusé du viol et meurtre d'une lycéenne » Article publié le 7 avril 2008 dans La Dépêche du Midi.
- « Viol et meurtre d'une lycéenne: l'accusé admet que l'ADN trouvé sur le corps est le sien » Article publié le 7 avril 2008 dans 20 minutes.
- « Vingt et un ans après les faits, un pompier accusé par son ADN » Article d'Anne Devailly publié le 8 avril 2008 dans Le Monde.
- « L'aveu gênant du pompier fait aux gardiens de prison » Article de Luc Leroux publié le 9 avril 2008 dans La Provence.
- « Viol et meurtre d'une lycéenne: un ancien pompier condamné à perpétuité » Article publié le 10 avril 2008 dans La Dépêche du Midi.
- « Un pompier d'Avignon condamné à la perpétuité vingt ans après les faits » Article d'Anne Devailly publié le 11 avril 2008 dans Le Monde.
- « L'ancien pompier condamné à perpétuité » Article publié le 11 avril 2008 dans Le Figaro.
- « Perpétuité pour le pompier d'Avignon piégé par l'ADN » Article de Luc Leroux publié le 11 avril 2008 dans La Provence.
- « Trahi par son ADN, il est accusé de viol et de meurtre... 22 ans après » Article publié le 28 septembre 2009 dans Le Dauphiné libéré.
- « Meurtre et viol d'Évelyne : le procès de Robert Greiner vient de s'ouvrir » Article publié le 28 septembre 2009 dans Le Dauphiné libéré.
- « Procès - Robert Greiner admet une “relation sexuelle” avec Évelyne Boucher » Article publié le 28 septembre 2009 dans France-Soir.
- « L'ancien pompier d'Avignon continue de nier le meurtre » Article publié le 1er octobre 2009 dans Le Dauphiné libéré.

## Documentaires télévisés
: document utilisé comme source pour la rédaction de cet article.
- Le 29 novembre 1993 dans Témoin numéro 1 sur TF1.
- « Viol et meurtre d'Évelyne Boucher : la vérité 20 ans plus tard » le 13 octobre 2009 dans Au cœur du crime sur TF1.
- « Robert Greiner, le pompier criminel » le 13 février 2011 dans Faites entrer l'accusé présenté par Christophe Hondelatte sur France 2.
- « Affaire Évelyne Boucher : au-dessus de tout soupçon » le 30 mai 2011 dans Enquêtes criminelles : le magazine des faits divers sur W9.
- « Au-dessus de tout soupçon » le 5 janvier 2012 dans Suspect n° 1 sur TMC.
- « Affaire Greiner : le pompier aux deux visages » (premier reportage) le 24 mai 2014 dans Chroniques criminelles sur NT1.
- « La caserne de l'horreur » (premier reportage) dans « ... dans la Vallée du Rhône » le 13 avril 2015 dans Crimes sur NRJ 12.
- « Enlèvement fatal : l'affaire Évelyne Boucher » le 17 octobre 2019 dans Indices sur RMC Story.
- « L'affaire Évelyne Boucher : la vérité 20 ans après » le 12 juin 2021 dans Au bout de l'enquête, la fin du crime parfait ? sur France 2.